# Merton College
Il Merton College è uno dei collegi fondativi dell'Università di Oxford. Fondato nel 1264, è uno dei più antichi dell'università e fu creato grazie ad una generosa donazione da parte di William de Merton, l'allora Lord cancelliere di Enrico III. Di quel tempo rimangono gran parte degli edifici del primo quadrangle, fra cui la cappella. Il Merton rimane uno dei collegi più ricchi, con un patrimonio stimato di £142 milioni nel 2006.
Il collegio reclama spesso l'onore di essere il primo di Oxford: nonostante il Balliol e l'University furono eretti precedentemente, il Merton fu il primo a possedere lo statuto ufficiale di Collegio ed un senato accademico. Durante la guerra civile inglese, il Merton fu l'unico college a schierarsi dalla parte del governo, e perciò dovette abbandonare temporaneamente la sua sede storica che fu catturata dalla parte opposta ed usata come dimora della corte di Carlo I.